# Othresypna contellata
Othresypna contellata là một loài bướm đêm trong họ Noctuidae.